# Storia di Bitonto
La storia di Bitonto si fa risalire al neolitico. Di questo periodo infatti sono gli insediamenti nelle grotte del territorio. Nel corso dei secoli la città è stata un importante centro peuceta, successivamente influenzato culturalmente dalla Taranto magnogreca, e municipio romano. In seguito alla caduta di Roma, Bitonto ha visto la presenza di numerose dominazioni, come bizantini, longobardi, normanni, svevi, angioini e spagnoli. Fu anche possedimento feudale, da cui si rinfrancò nel 1551 dandosi degli statuti comunali che furono da modello a città come Bari, Molfetta e Trani. Alla storia di Bitonto è legata anche l'omonima battaglia a seguito della quale il Regno delle Due Sicilie divenne indipendente.

## Le origini
Il nome della città è sicuramente di origine prelatina, basta confrontarlo con "Butua" presente in area balcanica e "Bohotros" in area illirica.
La probabile ma non certa origine del nome Botuntum, da "bonum totum", allude forse alla prosperità del luogo che accolse già nell'antichità genti dalle zone vicine. Altri studi affermano che il significato di Butuntum o Botuntum, sarebbe invece: città sotto la quale scorre acqua (dal greco "Bot" o "But": profondità dove scorre o stagna acqua e “ntum”, suffisso che indica città al pari di Tarentum, Metapontum e Sipontum).
L'ipotesi più accreditata vede invece l'origine del nome dal re Botone: la parola greca Bytontinon potrebbe infatti significare "gente di Botone".
Secondo la tradizione Bitonto sarebbe stata fondata dal re illirico Botone, dal quale deriverebbe il nome. La presenza umana nel territorio, risale all'epoca neolitica, testimoniata da insediamenti in grotte. Una necropoli dell'età del ferro era situata presso un'ansa del torrente Tiflis, nella lama. Ciò fa presumere che la città fosse sede di una grande comunità che attirava la popolazione sparsa nelle campagne.
I numerosi reperti archeologici rinvenuti in alcune cavità presenti nel territorio, testimoniano la presenza degli antichi abitanti in quello che le fonti chiamano ager butuntinus. Sono mancati sia uno studio metodologico, che una ricerca stratigrafica di questa civiltà cavernicola.
La città fu un importante centro peuceta. Successivamente divenne colonia greca legata a Sparta tramite i collegamenti con Taranto, come testimoniano le monete del V secolo a.C. rinvenute nel centro storico, che riportano l'effigie dell'eroe tarantino Falanto. Alcune monete riportano l'immagine di una civetta, altre una conchiglia, altre una spiga di grano ed altre ancora l'ulivo. La città era inoltre già attiva economicamente, come testimoniano altre monete della stessa epoca, che presentano la legenda in caratteri greci "ΒΥΤΟΝ ΤΙΝΩΝ".
Diverse necropoli risalenti al IV-III secolo a.C. sono state inoltre rinvenute sotto l'attuale centro urbano.

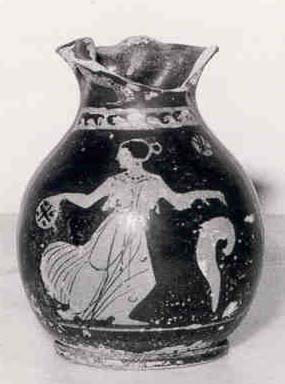
Ceramica appula a figure rosse rinvenuta nei pressi di Bitonto e conservata nel museo De Palo-Ungaro

## Il periodo romano
In epoca romana, in seguito alla Guerra Sociale, Bitonto (in latino Butuntum) fu eretta a municipio. Anche sotto i romani la città mantenne il culto riservato alla dea Minerva che veniva considerata dea protettrice non solo di Bitonto ma di molte altre città apule e italiche. A lei veniva attribuito il dono dell'ulivo alla città.
Un tempio a lei dedicato doveva collocarsi su uno sperone che domina il Tiflis sulla via Traiana, laddove è ubicata la chiesa di San Pietro in Vincoli. La presenza del tempio in quel periodo è confermata da una lastra di pietra cubica, di epoca romana, incastonata fra le mura della sacrestia dell'attuale chiesa.
La città era attraversata dalla via Traiana nel punto in cui quest'ultima si ramificava in due: la via Minucia citata da Strabone, che passava per Celiae, Azetium e Norba, e la via Gellia, diretta a Barium. Le due vie poi si riunivano ad Egnazia.
Fu stazione di sosta menzionata nell'Itinerarium burdigalense, nell'Itinerario antonino, nella cosmografia ravennate nella Tavola teodosiana e nella Tavola Peutingeriana. Fu inoltre citata da Marco Valerio Marziale  e da Plinio il Vecchio. Quest'ultimo fa riferimento solo al nome degli abitanti.

## Il medioevo

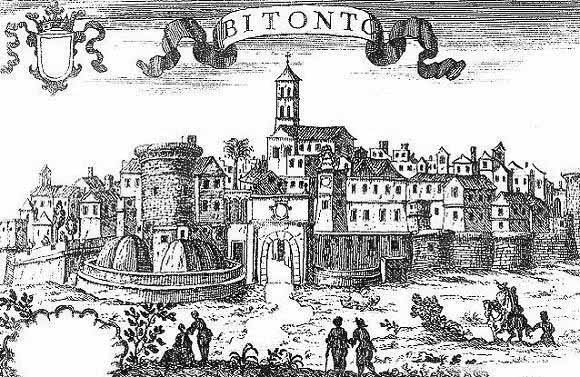
Antica litografia della città di Bitonto

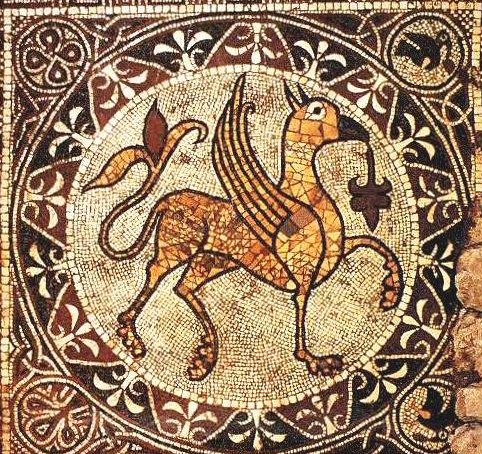
Grifone a mosaico rinvenuto nella chiesa precedente all'attuale concattedrale.

Gli scarsi documenti di epoca longobarda lasciano presupporre che Bitonto abbia attraversato un periodo di declino. In questo periodo infatti gran parte della Puglia, inclusa anche Bitonto, era sotto il dominio bizantino e attraversava una fase di lotte. La Puglia infatti era minacciata dagli arabi che da sud si spingevano verso nord. Al V-VI secolo risalgono i resti di una chiesa rinvenuti negli scavi sotto l'attuale concattedrale.
Nell'alto medioevo, Bitonto fu nodo strategico nel sistema viario pugliese, centro gastaldale e roccaforte del Thema di Longobardia.
Nel 975 il catapano bizantino Zaccaria saccheggiò la città dopo aver sconfitto i Saraceni ed ucciso il loro capo, Ismaele; nel 1010 la città fu teatro della rivolta di Melo di Bari contro gli stessi bizantini. Mesardonite fu mandato in Puglia per arginare la rivoluzione. Morì a Bitonto nel 1017.
Ai bizantini subentrarono i normanni. Sotto il loro dominio nell'XI secolo, si ebbe una fioritura cittadina. A questo periodo infatti, risale la presenza dei Benedettini in città e la costruzione della nuova cattedrale. Al 1089 invece risale la prima notizia certa dell'esistenza del vescovado bitontino. I Benedettini si stanziarono fuori le mura della città, costruirono un'abbazia dedicata a San Leone, e diedero un forte impulso all'economia cittadina, anche grazie alle nuove tecniche di agricoltura e alla bonifica di nuove terre.
La tradizionale "fiera di San Leone", che si svolge il 6 aprile per commemorare il Santo, si originò probabilmente proprio nell'XI secolo. Già celebre nel XIV secolo come fiera di animali, venne citata nel Decamerone di Giovanni Boccaccio
(Giovanni Boccaccio, Decamerone, Novella X Giornata IX.)
Un documento del 1098, cita il conte Roberto, figlio di Guglielmo, dominator civitatis Botonti.
Con Federico II fu civitas specialis e rimase nel XIII e XIV secolo nell'ambito del regio demanio, ossia alle dirette dipendenze della corona.
Il 29 settembre 1227 inoltre, Bitonto fu teatro della scomunica di Federico II da parte di papa Gregorio IX, che lo accusava di essere sceso a patti con il sultano al-Malik al-Kamil nella sesta crociata.
Già nel Duecento iniziarono le dispute di confine con Bari per il possesso di Santo Spirito, sulla costa. Nel 1265 il confine venne fissato all'Arenarum, tra Palese-Macchie e Santo Spirito, ma il conflitto continuò ancora nei secoli successivi.
Nel 1412 fu possesso feudale di Giacomo Caldora, duca di Bari, e nel corso dello stesso secolo passò quindi ai Ventimiglia, agli Orsini, agli Acquaviva d'Aragona e ai Cordoba.

## Dal Rinascimento all'età moderna
Bitonto era coinvolta nella guerra per il possesso del Regno di Napoli, conteso tra austriaci e spagnoli. Il principe di Belmonte, comandante dell'esercito austriaco, aveva radunato le proprie forze presso Bari, dove decise di disporre le difese non alle porte della città, priva di difese naturali, ma a Bitonto, avvantaggiata dal vallone della lama Belice. Nonostante questo accorgimento, gli austriaci vennero ugualmente sconfitti.
All'alba del 26 maggio 1734 il generale Montemar, comandante dell'esercito spagnolo, meditava di saccheggiare Bitonto per punirla della sua fedeltà al nemico: l'esercito spagnolo stava per mettere a ferro e fuoco la città, quando al generale apparve l’Immacolata Concezione che gli intimò di «Non oltraggiare questa città, perché è la pupilla dei miei occhi ed i cittadini sono figli miei!».
In seguito all'evento miracoloso all'Immacolata, già acclamata patrona nel 1703 per salvato la città da un terremoto, fu affidato il patrocinio di Bitonto. Il nuovo re del Regno di Napoli, Carlo di Borbone nominò Montemar duca di Bitonto e in memoria del miracolo fece erigere sul luogo del campo di battaglia, poi diventata Piazza XXVI Maggio 1734, un obelisco alto 18 metri e a base quadrangolare, noto come Obelisco Carolino.
Durante la festa il quadro raffigurante il miracolo viene esposto sulla "Porta Baresana".
Nel 1551 la città riacquistò la propria autonomia, versando al duca di Sessa e alla corona spagnola una somma di 86 000 ducati (66 000 per la città di Bitonto e 20 000 per il porto di Santo Spirito). Gli statuti cittadini furono redatti nel 1565. La disputa di confine con Bari per il possesso di Santo Spirito, iniziata nel XIII secolo, riprese vigore in quegli anni: nel 1527 Bona Sforza, duchessa di Bari, aveva dichiarato "zona promiscua" il territorio tra Modugno e il mare. Il conflitto riprese in seguito tra l'"università" di Bitonto e quella di Bari: il consiglio di Napoli nel 1584 fissò nuovamente i medesimi confini del 1265.
Nel Seicento visse una fioritura culturale, con la bottega di pittura di Carlo Rosa, l'"Accademia degli Infiammati", il musicista Tommaso Traetta, il matematico Vitale Giordano e Nicola Bonifacio Logroscino, attore dell'opera buffa. 
Nel 1647 a Napoli vi furono moti insurrezionali del popolo, guidati da Masaniello, contro la pressione fiscale imposta dagli spagnoli. Moti che raggiunsero anche la Puglia, particolarmente Bitonto. Il 26 maggio 1734, durante la guerra di successione polacca, nel campo di San Leone l'esercito spagnolo di Carlo di Borbone vi sconfisse gli Austriaci nella battaglia di Bitonto, assicurando ai Borboni il possesso del Regno di Napoli. Per celebrare l'avvenimento, fu innalzato un obelisco.

## Dall'Ottocento all'età contemporanea
Durante il Risorgimento il bitontino Giovanni Vincenzo Rogadeo fu nominato da Giuseppe Garibaldi primo governatore della Puglia e, in seguito, senatore del regno. Come sindaco della città, tra il 1870 e il 1875, promosse un "consorzio per oli tipici", un "gabinetto di lettura" e una "scuola serale di disegno", oltre che occuparsi della viabilità e accessi ferroviari.
Nel 1893 avvenne l'uccisione di un delegato della finanza e nella vita politica cittadina si sviluppò il movimento socialista. In seguito ebbero rilevanza le figure del cattolico Giovanni Ancona Martucci e del vescovo Pasquale Berardi e ancora di Giovanni Modugno, aderente alla corrente politica di Gaetano Salvemini, tra il 1911 e il 1919.
Nel 1928 la frazione di Santo Spirito, unico accesso alla costa e oggetto di dispute di confine tra le due città sin dal XIII secolo, passò, insieme a parte del territorio circostante per un totale di circa 16 km2 al comune di Bari.
Nel 1984 la città fu visitata da papa Giovanni Paolo II.